# 전라남도의 사찰 목록
다음은 전라남도의 사찰 목록이다. 문화관광부의 2005년 5월 자 자료를 기본으로 하여 빠진 내용을 추가한 것들이다.
- 감로암 - 전라남도 순천시 송광면 신평리 5번지 (조계종)
- 개천사 - 전라남도 화순군 춘양면 가동리 산480 (조계종)
- 고성사 - 전라남도 강진군 강진읍 남성리 산4 (조계종)
- 관음사 - 전라남도 곡성군 오산면 신세리 2 (조계종)
- 규봉암 - 전라남도 화순군 이서면 영평리 산897 (조계종)
- 금곡사 - 전라남도 강진군 군동면 파산리 1012-2 (태고종)
- 금둔사 - 전라남도 순천시 낙안면 상동리 3-2 (태고종)
- 금산사 - 전라남도 신안군 압해면 가룡리 산22-2 (태고종)
- 금탑사 - 전라남도 고흥군 포두면 봉림리 700 (조계종)
- 능가사 - 전라남도 고흥군 점암면 성기리 369 (조계종)
- 다보사 - 전라남도 나주시 경현동 629 (조계종)
- 달성사 - 전라남도 목포시 죽교동 317 (조계종)
- 대원사 - 전라남도 보성군 문덕면 죽산리831 (조계종)
- 대흥사 - 전라남도 해남군 삼산면 구림리 799(조계종)
- 도갑사 - 전라남도 영암군 군서면 도갑리 산8 (조계종)
- 도덕사 - 전라남도 무안군 무안읍 성암리 164-7 (조계종)
- 도림사 - 전라남도 곡성군 곡성읍 월봉리 327 (조계종)
- 도선암 - 전라남도 순천시 상사면 비촌리 705 (태고종)
- 도장사 - 전라남도 해남군 황산면 관춘리 780 (조계종)
- 동화사 - 전라남도 순천시 별량면 대룡리 282  (조계종)
- 만연사 - 전라남도 화순군 화순읍 동구리 179 (조계종)
- 무위사 - 전라남도 강진군 성전면 월하리 1174 (조계종)
- 문성암 - 전라남도 나주시 다도면 암정리 899-2 (조계종)
- 미륵사 - 전라남도 나주시 봉황면 철천리 산124  (조계종)
- 미륵사 - 전라남도 보성군 율어면 유산리 553 (조계종)
- 미륵사 - 전라남도 무안군 소재 사찰
- 미황사 - 전라남도 해남군 송지면 서정리 247 (조계종)
- 백련사 - 전라남도 강진군 도암면 만덕리 246 (조계종)
- 백련사 - 전라남도 구례군 용방면 죽정리 825 (조계종)
- 백양사 - 전라남도 장성군 북하면 약수리 26 (조계종)
- 백운사 - 전라남도 광양시 옥룡면 동곡리 112 (조계종)
- 법천사 (목우암) - 전라남도 무안군 몽탄면 달산리 144 (조계종)
- 법흥사 - 전라남도 영암군 금정면 안노리 4-2 (조계종)
- 보광사 - 전라남도 광양시 광양읍 칠성리 485-5 (조계종)
- 보광사 - 전라남도 담양군 금성면 외추리 산171-2 (조계종)
- 보광사 - 전라남도 함평군 함평읍 함평리 289 (조계종)
- 보리암 - 전라남도 담양군 용면 월계리 산81-1 (조계종)
- 보림사 - 전라남도 장흥군 유치면 봉덕리 45 (조계종)
- 복암사 - 전라남도 나주시 다시면 가운리 419 (조계종)
- 봉래사 - 전라남도 고흥군 봉래면 신금리 산156 (조계종)
- 불갑사 - 전라남도 영광군 불갑면 모악리 8 (조계종)
- 불회사 - 전라남도 나주시 다도면 마산리 999 (조계종)
- 사성암 - 전라남도 구례군 문척면 죽마리 산4 (조계종)
- 서동사 - 전라남도 해남군 화원면 금평리 573 (조계종)
- 서산사 - 전라남도 곡성군 곡성읍 교촌리 184-1 (조계종)
- 서산사 - 전라남도 신안군 비금면 고서리 985-1 (법륜종)
- 석천사 - 전라남도 여수시 덕충동 1830 (조계종)
- 선암사 - 전라남도 순천시 승주읍 죽학리 802  (태고종)
- 성도사 - 전라남도 해남군 북평면 동해리 산 49-6 (원효종)
- 성도암 - 전라남도 해남군 북평면 동해리 689 (태고종)
- 송광사 - 전라남도 순천시 송광면 신평리 12 (조계종)
- 송광사포교당 - 전라남도 보성군 벌교읍 벌교리 208 (조계종)
- 송광암 - 전라남도 고흥군 금산면 어전리 산74 (조계종)
- 수도암 - 전라남도 고흥군 두원면 운대리 산47 (조계종)
- 수도암 - 전라남도 곡성군 옥과면 설옥 613 (조계종)
- 신흥사 - 전라남도 완도군 완도읍 군내리 168 (조계종)
- 신흥사 - 전라남도 장흥군 장흥읍 연산리 89-8 (조계종)
- 심향사 - 전라남도 나주시 대호동 825 (조계종)
- 쌍계사 - 전라남도 진도군 의신면 사천리 76 (조계종)
- 쌍봉사 - 전라남도 화순군 이양면 증리 741 (조계종)
- 약사사 - 전라남도 무안군 무안읍 성동리 842-9 (조계종)
- 연곡사 - 전라남도 구례군 토지면 내동리 산54-1 (조계종)
- 연흥사 - 전라남도 영광군 군남면 용암리 890 (조계종)
- 옥련사 - 전라남도 강진군 강진읍 덕남리 484-24 (조계종)
- 옴천사 - 전라남도 강진군 옴천면 개산리 391 (선각종)
- 용문사 - 전라남도 여수시 화양면 용주리 1595 (조계종)
- 용천사 - 전라남도 함평군 해보면 광암리 415 (조계종)
- 용추사 - 전라남도 담양군 용면 용연리 838 (조계종)
- 용화사 - 전라남도 담양군 담양읍 남산리 106  (태고종)
- 용흥사 - 전라남도 담양군 월산면 용흥리 574 (조계종)
- 운주사 - 전라남도 화순군 도암면 대초리 20 (조계종)
- 운흥사 - 전라남도 나주시 다도면 암정리 972 (조계종)
- 원갑사 - 전라남도 무안군 해제면 산길리 676 (조계종)
- 유마사 - 전라남도 화순군 남면 유마리 321 (조계종)
- 은적사 - 전라남도 해남군 마산면 장촌리 산44-3 (조계종)
- 은적암 - 전라남도 여수시 돌산읍 군내리4 (조계종)
- 일심사 - 전라남도 신안군 지도읍 읍내리 139 (태고종)
- 정수사 - 전라남도 강진군 대구면 용운리 26 (조계종)
- 정혜사 - 전라남도 순천시 서면 청소리 77 (조계종)
- 죽림사 - 전라남도 나주시 남평읍 풍림리 산1 (조계종)
- 죽림정사 - 전라남도 구례군 용방면 죽정리 824 (조계종)
- 진흥사 - 전라남도 해남군 현산면 조산리 84 (태고종)
- 천관사 - 전라남도 장흥군 관산읍 농안리 740 (조계종)
- 천은사 - 전라남도 구례군 광의면 방광리 70 (조계종)
- 천황사 - 전라남도 영암군 영암읍 개신리 89-1 (법화종)
- 태안사 - 전라남도 곡성군 죽곡면 원달리 20 (조계종)
- 태영사 - 전라남도 해남군 북평면 남창리 1228 (조계종)
- 태평사 - 전라남도 나주시 노암면 영평리 37-1 (태고종)
- 학서암 - 전라남도 완도군 생일면 유서리 산89-1 (조계종)
- 한산사 - 전라남도 여수시 봉산동 936 (조계종)
- 향림사 - 전라남도 순천시 석현동 230 (태고종)
- 향일암 - 전라남도 여수시 돌산읍 율림리7 (조계종)
- 화방사 - 전라남도 강진군 군동면 화산리 544 (조계종)
- 화엄사 - 전라남도 구례군 마산면 황전리 12 (조계종)
- 흥국사 - 전라남도 여수시 중흥동 17 (조계종)
- 흥덕사 - 전라남도 고흥군 동강면 장덕리 610 (조계종)
- 흥륜사 - 전라남도 순천시 조곡동 278-2 (조계종)

## 같이 보기
- 한국의 사찰 목록